# Chrestomatheia grammatike
De Chrēstomatheia grammatikē, wat zich laat vertalen als 'Nuttige literaire kennis' (Oudgrieks: Χρηστομάθεια γραμματική, ook wel Χρηστομαθείας γραμματικής εκλογαί / Chrēstomatheias grammatikēs eklogai) was een letterkundig handboek van Griekse dichtkunst, samengesteld door Proklos. Het werk, waarvan slechts 329 lijnen zijn overgeleverd, is de voornaamste bron van informatie over de Trojaanse cyclus.
De auteur was vermoedelijk de 2e-eeuwse grammaticus Eutychios Proklos, al wordt de 5e-eeuwse neoplatonist Proklos Diadochos – aangeduid door de Souda – nog niet uitgesloten, of zelfs een onbekende naamgenoot. Het werk is verloren gegaan, behalve de delen over de Epische Cyclus, namelijk een biografie van Homeros en samenvattingen van de verdwenen heldendichten Kypria, Aithiopis, Ilias mikra, Ilioupersis, Nostoi en Telegoneia. In de codex Venetus A, veruit de belangrijkste tekstgetuige, ontbreekt de samenvatting van de Kypria nagenoeg volledig, maar ze is overgeleverd in een dozijn jongere manuscripten, waarin dan weer elk spoor van de andere delen mankeert. Dit geheel overleeft omdat het uit zijn oorspronkelijke context is gelicht om te dienen als inleiding op de Ilias. 
Behalve een korte inhoud geeft Proklos telkens de individuele werken, hun auteurs en het aantal boeken waaruit ze bestaan. Hij bespreekt de werken volgens hun plaats in de narratieve chronologie. Zijn versie wijkt soms wat af van deze in de Bibliotheke van pseudo-Apollodoros. Mogelijk kon geen van beide auteurs uit het originele materiaal putten en gingen ze voort op samenvattingen van samenvattingen.
Verdere informatie over de Chrēstomatheia grammatikē wordt verstrekt in hoofdstuk 239 van de Bibliotheka van Fotios. Daarin vatte de naar Bagdad afgereisde geleerde de eerste twee boeken van het vierdelige werk samen. 

## Uitgave
- Albert Severyns, Recherches sur la Chrestomathie de Proclos, vol. 4, La Vita Homeri et les sommaires du cycle. Texte et traduction, 1963

## Voetnoten
1. ↑  Jonathan S. Burgess, The Tradition of the Trojan War in Homer and the Epic Cycle, 2004, p. 12. Gearchiveerd op 12 juni 2023.